# Cantone di Sévérac-le-Château
Il Cantone di Sévérac-le-Château era una divisione amministrativa dell'arrondissement di Millau.
A seguito della riforma approvata con decreto del 21 febbraio 2014, che ha avuto attuazione dopo le elezioni dipartimentali del 2015, è stato soppresso.

## Composizione
Comprendeva i comuni di:
- Buzeins
- Lapanouse
- Lavernhe
- Recoules-Prévinquières
- Sévérac-le-Château